# سندليا رأس الرجاء
سندليا رأس الرجاء (الاسم العلمي:Sandelia capensis) (بالإنجليزية: Cape kurper)‏ هي نوع من الأسماك يتبع جنس السندليا من الفصيلة الالأناباسية.